# Гайнц Рак
Гайнц Рак (нім. Heinz Raack, 18 травня 1917 — 26 грудня 2002) — німецький хокеїст на траві.
Срібний призер Олімпійських Ігор 1936 року.